# Cyrtopeltocoris gracilentis
Cyrtopeltocoris gracilentis är en insektsart som beskrevs av Knight 1930. Cyrtopeltocoris gracilentis ingår i släktet Cyrtopeltocoris och familjen ängsskinnbaggar. Inga underarter finns listade i Catalogue of Life.